# Carios stageri
Carios stageri är en fästingart som beskrevs av Cooley och Glen M. Kohls 1941. Carios stageri ingår i släktet Carios och familjen mjuka fästingar. Inga underarter finns listade.